# 生物活性材料教育部重点实验室
生物活性材料教育部重点实验室，位于天津市南开区卫津路94号南开大学八里台校区内，始建于1978年，创始人为俞耀庭教授。1994年开始建设国家部委级重点实验室，1996年获国家教委批准对外开放，1999年更名为“生物活性材料教育部重点实验室”，2002年通过教育部评估。目前，生物活性材料教育部重点实验室依托南开大学生命科学学院建设。